# Jan Simon van der Aa
Jan Simon van der Aa (Hornhuizen, 25 juli 1865 - Lausanne, 24 februari 1944) was een Nederlands jurist, hoogleraar en hoofdambtenaar bij het ministerie van Justitie. Hij heeft bijgedragen aan het tot stand komen van onder meer de kinderwetten van 1901. 
Van der Aa promoveerde in 1890 aan de Universiteit van Amsterdam bij Gerard Anton van Hamel op het proefschrift De Rijksopvoedingsgestichten in Nederland. In 1906 werd hij benoemd tot hoogleraar in de wijsbegeerte van het recht, het strafrecht en de strafvordering aan de Rijksuniversiteit Groningen. De titel van zijn inaugurele rede, gehouden 20 oktober 1906, luidt De arbeid als element van de vrijheidsstraf. In 1912 werd het onderwijs in de wijsbegeerte van het recht overgedragen aan Isaac Bennie Cohen. Van der Aa hield zijn afscheidsrede op 16 oktober 1926.
De studievereniging voor strafrecht en criminologie aan de Rijksuniversiteit Groningen is vernoemd naar Simon van der Aa.

## Onderscheidingen
Simon van der Aa ontving tijdens zijn loopbaan diverse onderscheidingen. In 1901 werd hij benoemd tot ridder in de orde van de Nederlandse Leeuw. In 1933 werd hij commandeur in de Orde van Oranje-Nassau. Wegens zijn internationale activiteiten met betrekking tot de hervormingen van het gevangeniswezen ontving hij in 1925 uit handen van de Britse minister van Buitenlandse Zaken de onderscheiding ere-ridder-commandeur in de Orde van het Britse Rijk.

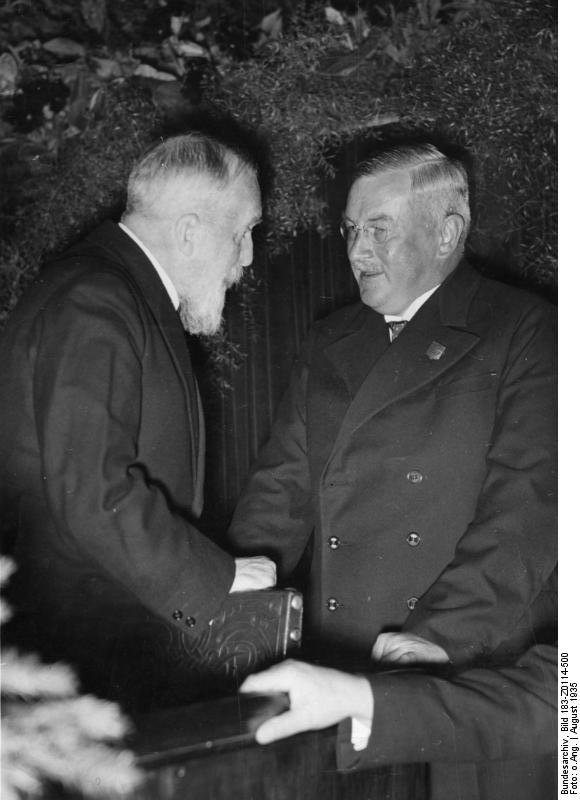
Van der Aa (links) ontmoet de Duitse minister van Justitie Franz Gürtner op een congres in 1935.